# エルンスト・ヘフリガー
エルンスト・ヘフリガー（Ernst Haefliger, 1919年7月6日 - 2007年3月17日）は、スイス出身の声楽家。テノール歌手として、国際的にオペラやオラトリオの上演や録音に活躍した。

## 経歴
グラウビュンデン州ダボスに生まれる。ヴィッティンゲンで教職課程に就いた後、チューリッヒ音楽院（Zürich Konservatorium）で声楽とヴァイオリンを学ぶ。その後はジュネーブでフェルナンド・カプリに、さらにウィーンでユリウス・パツァークに師事する。
1952年から1974年までベルリン・ドイツ・オペラの首席リリック・テノールを務める。1971年にミュンヘン音楽大学の声楽科教授に就任し、1988年まで教鞭を執った。さらにチューリッヒや米国でマスタークラスを主宰し、日本では草津国際音楽アカデミー&フェスティバルで長年に渡りマスタークラスで指導した。
明晰な発音ゆえに、オラトリオ歌手として、とりわけバッハの受難曲における福音史家役で著名であったが、それだけでなく（たとえばフリッチャイ指揮の）モーツァルトのオペラへの出演、またシューベルトの歌曲の解釈でも有名だった。ブルクハルトやシェック、マルタン、オルフ、ヒラーらの作品のスイス初演を務める一方、歴史的な演奏様式の復興にも興味を示した音楽家の一人でもあった。
1992年から1994年までの間、山田耕筰や中田喜直らの日本歌曲をドイツ語訳で歌ったCDを発表して、日本で大きな話題となった。また、細川俊夫やストラヴィンスキーらが和歌に曲付けした歌曲の録音も発表している。
エルンスト・ヘフリガー声楽コンクールが企画されてから、クシュタートとベルンで開催された2006年度のコンクールに至るまで、審査員長を務めた。
2007年3月17日、故郷のダボスで急性心不全のため死去した。87歳だった。息子のミヒャエルやアンドレアスもまた音楽家として活動している。